# スウェーデンの在外公館の一覧

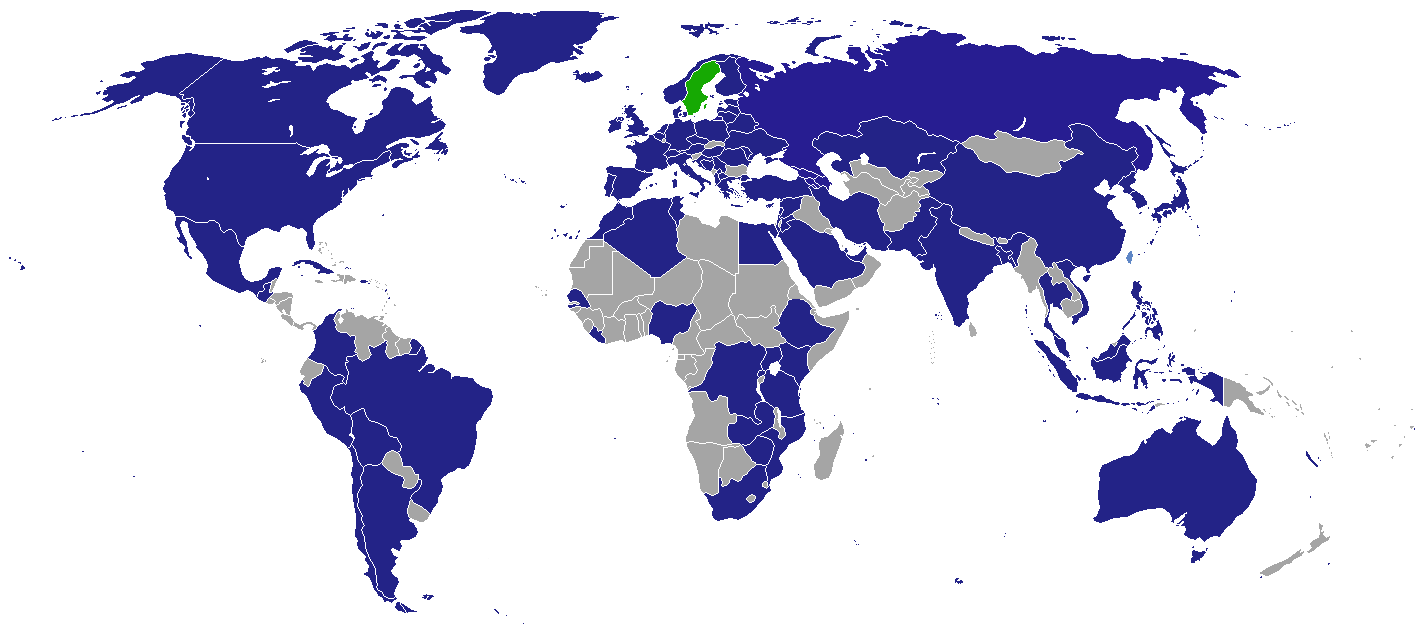
スウェーデン在外公館が設置されている国

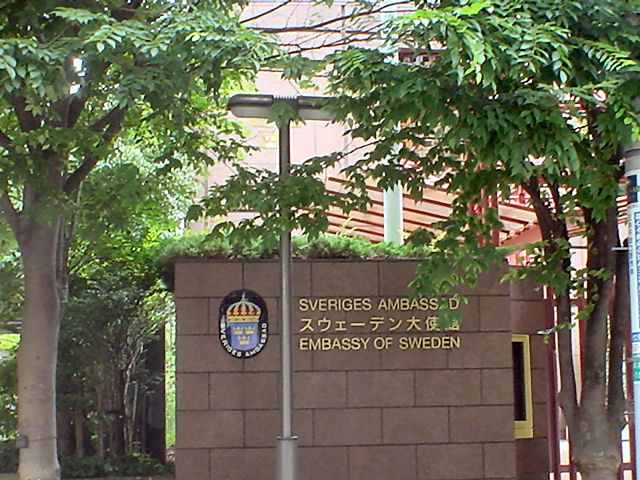
駐日スウェーデン大使館

スウェーデンの在外公館の一覧では、スウェーデンが派遣している外交使節団（大使館、総領事館等）を挙げる。
現在では、77の大使館と13の総領事館が設置されている。西側諸国の中では、1973年に初めて北朝鮮に大使館を設置した国となった。

## アジア
| - インド - 在インド大使館 (ニューデリー) - インドネシア - 在インドネシア大使館 (ジャカルタ) - シンガポール - 在シンガポール大使館 (シンガポール) - タイ - 在タイ大使館 (バンコク) - 韓国 - 在大韓民国大使館 (ソウル) - 中華人民共和国 - 在中華人民共和国大使館 (北京) - 在上海総領事館 (上海) - 在香港総領事館 (香港) | - 北朝鮮 - 在朝鮮民主主義人民共和国大使館 (平壌) - 日本 - 駐日大使館 (東京) - パキスタン - 在パキスタン大使館 (イスラマバード) - バングラデシュ - 在バングラデシュ大使館 (ダッカ) - ベトナム - 在ベトナム大使館 (ハノイ) - マレーシア - 在マレーシア大使館 (クアラルンプール) |

- 中華民国(台湾)
  - 在台北スウェーデン貿易事務所　(台北市)

## アメリカ州
| - アメリカ合衆国 - 在アメリカ合衆国大使館 (ワシントンD.C.) - 在ニューヨーク総領事館 (ニューヨーク) - 在ロサンゼルス総領事館 (ロサンゼルス) - アルゼンチン - 在アルゼンチン大使館 (ブエノスアイレス) - カナダ - 在カナダ大使館 (オタワ) - キューバ - 在キューバ大使館 (ハバナ) - グアテマラ - 在グアテマラ大使館 (グアテマラシティー) | - コロンビア - 在コロンビア大使館 (ボゴタ) - チリ - 在チリ大使館 (サンティアゴ・デ・チレ) - ニカラグア - 在ニカラグア大使館 (マナグア) - ブラジル - 在ブラジル大使館 (ブラジリア) - ホンジュラス - 在ホンジュラス大使館 (テグシガルパ) - メキシコ - 在メキシコ大使館 (メキシコシティ) |

## ヨーロッパ
| - アイスランド - 在アイスランド大使館 (レイキャビク) - アイルランド - 在アイルランド大使館 (ダブリン) - イタリア - 在イタリア大使館 (ローマ) - ウクライナ - 在ウクライナ大使館 (キエフ) - イギリス - 在英国大使館 (ロンドン) - 在エジンバラ総領事館 (エジンバラ) - エストニア - 在エストニア大使館 (タリン) - オーストリア - 在オーストリア大使館 (ウィーン) - オランダ - 在オランダ大使館 (ハーグ) - ギリシャ - 在ギリシャ大使館 (アテネ) - ジョージア - 在グルジア大使館 (トビリシ) - クロアチア - 在クロアチア大使館 (ザグレブ) - コソボ - 在コソボ連絡事務所 (プリシュティナ) - スイス - 在スイス大使館 (ベルン) - スペイン - 在スペイン大使館 (マドリッド) - スロバキア - 在スロバキア大使館 (ブラチスラヴァ) - スロベニア - 在スロベニア大使館 (リュブリャナ) - セルビア - 在セルビア大使館 (ベオグラード) - チェコ - 在チェコ大使館 (プラハ) - デンマーク - 在デンマーク大使館 (コペンハーゲン) | - ドイツ - 在ドイツ大使館 (ベルリン) - 在ハンブルク総領事館 (ハンブルク) - ノルウェー - 在ノルウェー大使館 (オスロ) - ハンガリー - 在ハンガリー大使館 (ブダペスト) - フィンランド - 在フィンランド大使館 (ヘルシンキ) - 在マリエハムン総領事館 (マリエハムン) - フランス - 在フランス大使館 (パリ) - ブルガリア - 在ブルガリア大使館 (ソフィア) - ベラルーシ - 在ベラルーシ大使館 (ミンスク) - ベルギー - 在ベルギー大使館 (ブリュッセル) - ポーランド - 在ポーランド大使館 (ワルシャワ) - ボスニア・ヘルツェゴビナ - 在ボスニア・ヘルツェゴビナ大使館 (サラエボ) - ポルトガル - 在ポルトガル大使館 (リスボン) - 北マケドニア - 在マケドニア大使館 (スコピエ) - モルドバ - 在モルドバ大使館 (キシナウ) - ラトビア - 在ラトビア大使館 (リガ) - リトアニア - 在リトアニア大使館 (ヴィリニュス) - ルーマニア - 在ルーマニア大使館 (ブカレスト) - ルクセンブルク - 在ルクセンブルク大使館 (ルクセンブルク市) - ロシア - 在ロシア大使館 (モスクワ) - 在サンクトペテルブルク総領事館 (サンクトペテルブルク) |

## 中東
| - アラブ首長国連邦 - 在アラブ首長国連邦大使館 (アブダビ) - イスラエル - 在イスラエル大使館 (テルアビブ) - 在エルサレム総領事館 (エルサレム) - イラン - 在イラン大使館 (テヘラン) - キプロス - 在キプロス大使館 (ニコシア) | - サウジアラビア - 在サウジアラビア大使館 (リヤド) - シリア - 在シリア大使館 (ダマスカス) - トルコ - 在トルコ大使館 (アンカラ) - 在イスタンブール大使館 (イスタンブール) - ヨルダン - 在ヨルダン大使館 (アンマン) |

## アフリカ
| - アルジェリア - 在アルジェリア大使館 (アルジェ) - アンゴラ - 在アンゴラ大使館 (ルアンダ) - ウガンダ - 在ウガンダ大使館 (カンパラ) - エジプト - 在エジプト大使館 (カイロ) - エチオピア - 在エチオピア大使館 (アディスアベバ) - ケニア - 在ケニア大使館 (ナイロビ) - コンゴ民主共和国 - 在コンゴ民主共和国大使館 (キンシャサ) - ザンビア - 在ザンビア大使館 (ルサカ) | - ジンバブエ - 在ジンバブエ大使館 (ハラレ) - セネガル - 在セネガル大使館 (ダカール) - タンザニア - 在タンザニア大使館 (ダルエスサラーム) - ナイジェリア - 在ナイジェリア大使館 (アブジャ) - 南アフリカ共和国 - 在南アフリカ共和国大使館 (プレトリア) - モザンビーク - 在モザンビーク大使館 (マプト) - モロッコ - 在モロッコ大使館 (ラバト) |

## 大洋州
- オーストラリア
  - 在オーストラリア大使館 (キャンベラ)

## 国際機関代表部
- 北大西洋条約機構および欧州連合スウェーデン政府代表部 (ブリュッセル)
- 国際連合諸機関スウェーデン政府代表部 (ジュネーヴ)
- 国際連合スウェーデン政府代表部 (ニューヨーク)
- 欧州評議会スウェーデン代表部 (ストラスブール)
- 経済協力開発機構および国際連合教育科学文化機関スウェーデン政府代表部 (パリ)
- 欧州安全保障協力機構スウェーデン代表部 (ウィーン)

## その他
2007年3月に、Second Life の仮想世界において、観光案内や文化紹介を行なう施設として「大使館」を開設した。